# True Colors (album Cyndi Lauper)
True Colors − drugi album amerykańskiej piosenkarki Cyndi Lauper, wydany w roku 1986.

## Lista utworów
1. "Change of Heart"
2. "Maybe He'll Know"
3. "Boy Blue"
4. "True Colors"
5. "Calm Inside the Storm"
6. "What's Going On"
7. "Iko Iko"
8. "The Faraway Nearby"
9. "911"
10. "One Track Mind"